# J-core
J-core (Jコア) é um subgênero japonês de música hardcore techno, que também se associa a elementos de outros estilos de música electrônica, como o UK Hardcore, Mákina, Gabba/Gabber, happy hardcore, hardstyle, speedcore ou breakcore. O gênero é às vezes conhecido pela potência de seus graves e por sua velocidade. Sua origem está relacionada com a subcultura otaku, e a música muitas vezes incorpora amostras de Anime, Videogames e Idol J-pop. Algumas canções que aparecem no videogame Beatmania IIDX poderia se dizer que são J-core. A maioria de J-core é lançada em forma de dōjin.

## História
Em meados dos anos 90, alguns DJs japoneses começaram a incorporar amostras da cultura Otaku em suas canções. Alguns destes DJs, como C-Type, DJ Sharpnel ou m1dy lançam suas canções durante os eventos Doujin como Comiket. Os eventos de J-Core, com muitos artistas ao vivo,  foram frequentes desde o início do gênero.
Este gênero, que contém uma mistura de música eletrônica e a subcultura Otaku relacionada as mostras, foi visto como completamente diferente do Techno Hardcore. Daí vem a origem do termo "J-Core"  fornecido por ouvintes estrangeiros (semelhante ao nome dos gêneros J-pop e J-rock). Este termo é atualmente usado no Japão.

## Artistas notáveis
- Kobaryo
- DJ Sharpnel (SHARPNELSOUND)
- m1dy (PORK)
- REDALiCE (ALiCE'S EMOTiON)
- Ryu☆
- kenta-v.ez. (boostized euphoria)
- t+pazolite (C.H.S)
- DJ-Technetium (Cis-Trance)
- M-Project (M-Project)
- DJ TECHNORCH (999 Recordings)
- 源屋 (MINAMOTRANCE)
- Dj Shoujo (DJ Shoujo)
- MaxyTune (Moonfall)
- Shingo DJ (MOB SQUAD)
- _you_
- RoughSketch
- USAO